# 多爾頓 (加利福尼亞州)
多爾頓（英語：Dalton）是位於美國加利福尼亞州莫多克縣的一個非建制地區。該地的面積和人口皆未知。

## 地理
多爾頓的座標為41°56′11″N 121°25′10″W / 41.93639°N 121.41944°W，而該地的平均海拔高度為1231米（即4039英尺）。